# Maytenus cuezzoi
Maytenus cuezzoi är en benvedsväxtart som beskrevs av Legname. Maytenus cuezzoi ingår i släktet Maytenus och familjen Celastraceae. Inga underarter finns listade.